# ارول گارنر
اِرول لوئی گارنِر (به انگلیسی: Erroll Louis Garner) ‏(۱۵ ژوئن ۱۹۲۳ – ۲ ژانویه ۱۹۷۷) نوازنده آمریکایی پیانوی جاز بود.
او در شهر پیتسبورگ ایالت پنسیلوانیا زاده شد. وی از سه سالگی پیانو می‌نواخت. گوش موسیقی و توانائی بسیار زیادش در نواختن پیانو او را محبوب خاص و عام در موسیقی جاز کرد.
ارول گارنر اجراهای بسیار دلپذیری از نغمه‌های استاندارد جاز دارد. آهنگ معروف «میستی» که او ساخت، اکنون خود یکی از استانداردهای جاز آمریکا است.